# 草場龍治
草場 龍治（くさば りゅうじ、2000年12月10日 - ）は、日本の車いすラグビー選手。福岡県朝倉市出身。三建設備工業/Fukuoka DANDELION所属。2024年パリパラリンピックで金メダルを獲得した。

## 経歴
出典
2歳の時に、手足が徐々に動かなくなる進行性の難病「シャルコー・マリー・トゥース病」と判明。
17歳で自力歩行が難しくなり、車いすが欠かせなくなった。
2016年リオデジャネイロ大会で銅メダルを獲得した日本代表チームに、同じ病気を持つ乗松聖矢がいることを、2017年に知った。
特別支援学校を卒業した後の2020年、知人の紹介で乗松聖矢が所属する福岡市の車いすラグビーチームFukuoka DANDELIONに加わった。障害の程度が重い「ローポインター」として守備の技術を高める。
2024年、日本代表としてカナダカップに出場し、全勝優勝する。
2024年、パリパラリンピックに出場し、全戦全勝で日本初の金メダルを獲得。同年、紫綬褒章受章。